# Nederlandse kampioenschappen schaatsen sprint 2014
De Nederlandse kampioenschappen schaatsen sprint 2014 voor mannen en vrouwen werden op 28 februari en 1 maart 2014 gehouden in het Olympisch Stadion te Amsterdam. Tegelijkertijd werden de Nederlandse kampioenschappen schaatsen allround 2014 afgewerkt op deze baan.
Op 17 oktober 2013 bevestigde de KNSB dat de mobiele kunstijsbaan die tijdelijk in het Olympisch Stadion kwam te liggen (een van de initiatiefnemers van dit plan was oud-topschaatser Rintje Ritsma) onder meer gebruikt ging worden voor zowel de Nederlandse allround- als sprintkampioenschappen.
Het was de tweede keer dat een nationale sprintkampioenschapstoernooi in Amsterdam plaatsvond, de eerste keer was in 1971, toen alleen een mannentoernooi. Aangezien het toernooi na de WK Sprint in Nagano plaatsvond en ook de wereldbekerplekken reeds waren vergeven, waren er verder geen internationale startplekken te verdienen.
De titelhouders waren Stefan Groothuis (dit jaar zesde, mede door een struikeling op de eerste 1000 meter) en Marrit Leenstra (vijfde op dit toernooi).
Bij de mannen werd de titel overgenomen door Michel Mulder, de nummer twee in 2013. De tweede plaats was voor Hein Otterspeer, het was zijn derde podiumplaats bij een NK sprint, in 2012 werd hij ook tweede en in 2013 derde. De derde plaats was voor Kjeld Nuis die voor het eerst op het eindpodium plaats nam.
Voor Margot Boer, die beslag op de titel bij de vrouwen legde, was het haar vierde NK sprint titel en haar achtste opeenvolgende podiumplaats. De tweede plaats werd ingenomen door Lotte van Beek die voor het eerst in de top-3 eindigde. De derde plaats was voor Thijsje Oenema die in 2012 als tweede was geëindigd.

## Programma
| Programma             | Programma               | Programma                                                                           |
| Datum                 | Tijd                    | Afstand                                                                             |
| --------------------- | ----------------------- | ----------------------------------------------------------------------------------- |
| vrijdag 28 februari   | 18:00 18:50 21:00 21:50 | 1e 500 meter vrouwen 1e 500 meter mannen 1e 1000 meter vrouwen 1e 1000 meter mannen |
| zaterdag 1 maart 2014 | 16:45 17:30 21:00 21:50 | 2e 500 meter vrouwen 2e 500 meter mannen 2e 1000 meter vrouwen 2e 1000 meter mannen |

## Mannen

### Afstandmedailles
| Afstand | 1e              | 2e           | 3e               |
| ------- | --------------- | ------------ | ---------------- |
| 500m    | Michel Mulder   | Jan Smeekens | Jesper Hospes    |
| 1000m   | Kjeld Nuis      | Thomas Krol  | Hein Otterspeer  |
| 500m    | Michel Mulder   | Jan Smeekens | Hein Otterspeer  |
| 1000m   | Hein Otterspeer | Kjeld Nuis   | Stefan Groothuis |

### Eindklassement
| #      | Schaatser          | Punten  | 500m       | 1000m        | 500m       | 1000m        |
| ------ | ------------------ | ------- | ---------- | ------------ | ---------- | ------------ |
| Goud   | Michel Mulder      | 142.700 | 35,52 (1)  | 1.11,99 (4)  | 35,44 (1)  | 1.11,49 (6)  |
| Zilver | Hein Otterspeer    | 142.775 | 35,75 (4)  | 1.11,81 (3)  | 35,76 (3)  | 1.10,72 (1)  |
| Brons  | Kjeld Nuis         | 142.850 | 35,97 (6)  | 1.11,11 (1)  | 35,81 (4)  | 1.11,03 (2)  |
| 04     | Pim Schipper       | 144.210 | 36,07 (7)  | 1.12,41 (6)  | 36,23 (5)  | 1.11,41 (4)  |
| 05     | Jan Smeekens       | 144.725 | 35,60 (2)  | 1.13,17 (10) | 35,74 (2)  | 1.13,60 (13) |
| 06     | Stefan Groothuis   | 144.865 | 36,07 (07) | 1.13,46 (12) | 36,44 (8)  | 1.11,25 (3)  |
| 07     | Mark Tuitert       | 145.115 | 36,69 (12) | 1.12,69 (7)  | 36,35 (7)  | 1.11,46 (5)  |
| 08     | Jesper Hospes      | 145.450 | 35,62 (3)  | 1.13,96 (13) | 36,23 (5)  | 1.13,24 (11) |
| 09     | Sjoerd de Vries    | 145.670 | 36,93 (13) | 1.12,38 (5)  | 36,56 (9)  | 1.11,98 (7)  |
| 10     | Aron Romeijn       | 146.300 | 36,48 (9)  | 1.12,87 (8)  | 36,92 (11) | 1.12,93 (10) |
| 11     | Lieuwe Mulder      | 146.885 | 36,61 (10) | 1.14,01 (14) | 36,91 (10) | 1.12,72 (9)  |
| 12     | Joost Born         | 147.885 | 37,04 (15) | 1.13,44 (11) | 37,21 (14) | 1.13,83 (14) |
| 13     | Carlo Cesar        | 149.025 | 37,41 (19) | 1.14,46 (16) | 37,69 (16) | 1.13,39 (12) |
| 14     | Karsten van Zeijl  | 149.050 | 37,15 (16) | 1.14,65 (17) | 37,61 (15) | 1.13,93 (15) |
| 15     | Martijn van Oosten | 149.155 | 37,26 (18) | 1.14,20 (15) | 37,81 (17) | 1.13,97 (16) |
| 16     | Ruben Romeijn      | 149.295 | 36,63 (11) | 1.15,39 (21) | 37,20 (13) | 1.15,54 (20) |
| 17     | Paul-Yme Brunsmann | 149.820 | 37,21 (17) | 1.14,69 (18) | 38,17 (19) | 1.14,19 (17) |
| 18     | Berend Feldbrugge  | 150.720 | 37,64 (20) | 1.14,86 (19) | 37,94 (18) | 1.15,42 (18) |
| 19     | Lars Scheenstra    | 151.520 | 37,78 (21) | 1.15,24 (20) | 38,38 (20) | 1.15,48 (19) |
| 20     | Thomas Krol        | 164.650 | 55,77 (22) | 1.11,60 (2)  | 36,94 (12) | 1.12,28 (8)  |
|        | Ronald Mulder      | 072.390 | 35,83 (5)  | 1.13,12 (9)  | WDR        |              |
|        | Gerben Jorritsma   | 037.030 | 37,03 (14) | DNS          |            |              |

## Vrouwen

### Afstandmedailles
| Afstand | 1e             | 2e             | 3e                   |
| ------- | -------------- | -------------- | -------------------- |
| 500m    | Margot Boer    | Lotte van Beek | Floor van den Brandt |
| 1000m   | Ireen Wüst     | Lotte van Beek | Margot Boer          |
| 500m    | Margot Boer    | Lotte van Beek | Laurine van Riessen  |
| 1000m   | Lotte van Beek | Margot Boer    | Marrit Leenstra      |

### Eindklassement
| #      | Schaatser            | Punten  | 500m       | 1000m        | 500m       | 1000m        |
| ------ | -------------------- | ------- | ---------- | ------------ | ---------- | ------------ |
| Goud   | Margot Boer          | 156.360 | 38,90 (1)  | 1.18,39 (3)  | 39,00 (1)  | 1.18,53 (2)  |
| Zilver | Lotte van Beek       | 156.625 | 39,25 (2)  | 1.18,08 (2)  | 39,36 (2)  | 1.17,95 (1)  |
| Brons  | Thijsje Oenema       | 159.315 | 39,69 (6)  | 1.19,59 (6)  | 39,85 (4)  | 1.19,96 (7)  |
| 04     | Laurine van Riessen  | 159.425 | 39,66 (5)  | 1.20,11 (8)  | 39,76 (3)  | 1.19,90 (6)  |
| 05     | Marrit Leenstra      | 159.695 | 40,09 (10) | 1.19,48 (5)  | 40,46 (12) | 1.18,81 (3)  |
| 06     | Manon Kamminga       | 160.285 | 40,36 (14) | 1.19,21 (4)  | 40,58 (15) | 1.19,48 (4)  |
| 07     | Letitia de Jong      | 160.520 | 40,09 (10) | 1.19,66(7)   | 40,66 (16) | 1.19,88(5)   |
| 08     | Floor van den Brandt | 160.725 | 39,47 (3)  | 1.21,53 (13) | 40,02 (6)  | 1.20,94 (10) |
| 09     | Janine Smit          | 161.125 | 40,23 (13) | 1.20,14 (9)  | 40,28 (8)  | 1.21,09 (11) |
| 10     | Rosa Pater           | 161.525 | 40,15 (12) | 1.22,15 (17) | 39,96 (5)  | 1.20,68 (8)  |
| 11     | Mayon Kuipers        | 161.985 | 39,79 (7)  | 1.21,85 (14) | 40,35 (10) | 1.21,84 (13) |
| 12     | Bo van der Werff     | 162.325 | 40,66 (16) | 1.21,06 (11) | 40,41 (11) | 1.21,45 (12) |
| 13     | Annette Gerritsen    | 162.815 | 40,53 (15) | 1.22,01 (15) | 40,31 (9)  | 1.21,94 (14) |
| 14     | Moniek Klijnstra     | 163.150 | 40,08 (9)  | 1.22,69 (18) | 40,50 (14) | 1.22,45 (16) |
| 15     | Roxanne van Hemert   | 163.715 | 40,90 (18) | 1.21,26 (12) | 41,79 (18) | 1.20,79 (9)  |
| 16     | Leeyen Harteveld     | 165.125 | 41,36 (19) | 1.22,10 (16) | 41,63 (17) | 1.22,17 (15) |
| 17     | Anna Julia Janssen   | 167.235 | 40,85 (17) | 1.24,38 (19) | 42,07 (19) | 1.24,25 (17) |
| 18     | Steffi Wubben        | 172.530 | 41,62 (20) | 1.28,45 (20) | 42,92 (20) | 1.27,53 (18) |
|        | Ireen Wüst           | 118.680 | 40,00 (8)  | 1.17,12 (1)  | 40,12 (7)  | DSQ          |
|        | Anice Das            | 120.115 | 39,54 (4)  | 1.20,23 (10) | 40,46 (12) | WDR          |